# Pólvora (álbum)
Pólvora es el segundo disco de estudio del cantante español Leiva después de la separación de la banda Pereza, en la que era cantante y guitarrista junto a su compañero Rubén Pozo. Pólvora salió a la venta en España el 28 de enero del 2014.
Como en su disco anterior, Diciembre, Leiva también adopta en este trabajo un tono roquero en muchas de las canciones, como se puede mostrar en Los Cantantes, Terriblemente Cruel o Mi Mejor Versión, pero también este rock se entremezcla con baladas poco saturadas de instrumentos, como en la canción que da título al álbum, Pólvora o Vértigo.
Todas las canciones del álbum son compuestas por Leiva, excepto Terriblemente Cruel y Palomas, ambas compuestas por Leiva con la ayuda de Juancho (cantante de Sidecars) y César Pop en Terriblemente Cruel y con la ayuda de Quique González en Palomas.
El disco fue grabado en Madrid a finales del año 2013 con la ayuda de Joe Blaney y está producido por Carlos Raya y Leiva.

## Canciones
1. Los cantantes - 3:27
2. Terriblemente cruel - 3:50
3. Palomas - 3:48
4. Cerca - 3:17
5. Afuera en la ciudad - 3:46
6. Del hueso una flor - 3:58
7. Vértigo - 2:49
8. Hermosa taquicardia - 3:56
9. Mirada perdida - 3:33
10. Ciencia ficción - 4:32
11. Mi mejor versión - 3:43
12. Francesita - 3:52
13. Pólvora - 3:15

- Datos: Q25412186